# Sato-San To
Projekt Sato-San To vzniklo na počátku března roku 2008, původně jako experimentální projekt Thoma Heriana (bicí, loops) a Oskara Töröka (trubka, keyboards). Oba dva muzikanti mají bohaté zkušenosti, které získali a získávají působením v různých kapelách, například Oskar Török (držitel dvou Zlatých andělů v kategorii Jazz a world music) ve Vertigo Quintet nebo NUO a Thom Herian (vystupující taktéž pod jménem Drama Jacqua) v S.O.I.L., Montage, Segundo, Trio Puo.
V červenci roku 2008 pokřtili své první album Skinny. V srpnu 2008 k sobě připojili legendárního jazzového basistu Jaromíra Honzáka (Jaromír Honzák Quartet, Face of the Bass).
Formace Sato-San To v sobě míchá elektroniku, jazzové trumpetové improvizace, junglové rytmické podklady, prvky world music a filmových vypjatostí. Nyní pracují na dalším albu a občasně spolupracují s dalšími hosty, například s Petrem Zelenkou (kytara) nebo s Ondřejem Štveráčkem (saxofon).

## Diskografie
Alba
- 2008 Skinny
- 2010 Salep
- 2014 Obludarium